# Rebelión de esclavos de Santo Domingo de 1521
La rebelión de esclavos de Santo Domingo de 1521 en la colonia española de Santo Domingo en la isla Hispaniola tuvo lugar alrededor de la época de las festividades navideñas de 1521. Es la rebelión de esclavos más antigua registrada en América. Apenas unos días después de la rebelión, las autoridades coloniales introdujeron un conjunto de leyes para evitar otro levantamiento. Se considera que estas son las primeras leyes supervivientes creadas para controlar a los africanos esclavizados en el Nuevo Mundo.
Existe cierto desacuerdo entre los historiadores sobre la fecha precisa de la rebelión. Algunas fuentes históricas afirman que la rebelión tuvo lugar el primer o segundo día de Navidad. Los historiadores contemporáneos generalmente marcan el aniversario de la rebelión como el 25 o 26 de diciembre; otras fuentes la llaman erróneamente la «rebelión de esclavos de 1522».
La rebelión se inició en la plantación de azúcar Nueva Isabela (ubicada hoy en las afueras del noroeste de la ciudad de Santo Domingo), propiedad del gobernador de la colonia, Diego Colón, hijo de Cristóbal Colón. El texto de las leyes sobre esclavos de 1522 describe que un «cierto número» de esclavos «acordaron rebelarse y se rebelaron con la intención y el propósito de matar a todos los cristianos que pudieran y liberarse y apoderarse de la tierra». Los documentos históricos presentan el levantamiento como una acción bien planificada y coordinada. La tradición oral local dice que la rebelión fue encabezada por María Olofa (Wolofa) y Gonzalo Mandinga, una pareja romántica, ambos musulmanes de la nación Wólof.
El 6 de enero de 1522 (Día de los Reyes Magos, también conocido como Epifanía), pocos días después del levantamiento, el gobernador de Santo Domingo, introdujo leyes estrictas diseñadas para evitar que los «negros y esclavos» se levantaran nuevamente. Las leyes de 1522 restringieron los movimientos físicos de los esclavizados, les prohibieron portar armas y acceder a ellas, exigieron que los esclavizadores llevaran registros estrictos de esclavos e introdujeron castigos severos en forma de tortura física y ejecución.[cita requerida]